# 土居町 (岡山県)
土居町（どいちょう）は、岡山県英田郡にあった町。

## 概要
現在の美作市白水・角南・竹田・土居・蓮花寺に当たる。
平安時代後期には荘園の発達により、この地域は江見荘に属した。江見荘は山家・小川・大川に分かれており、そのうち小川の一部が土居町を構成する旧5村となったと伝えられる。
村名は出雲街道の宿場町土居にちなんだ。

## 沿革
- 1883年（明治16年）2月15日 - 連合戸長役場制度発足により、英田郡第六部戸長役場を土居村に設置し、同村および竹田村・蓮花寺村・角南村・白水村を管轄[1][3]。
- 1889年（明治22年）6月1日 - 町村制施行に伴い、第六部戸長役場管轄区域の5村が合併し、土居村が発足。大字土居に役場を置く[2]。
- 1936年（昭和11年）4月8日 - 美作土居駅開業。
- 1949年（昭和24年）8月1日 - 土居村が町制施行し、土居町となる。
- 1953年（昭和28年）9月1日 - 英田郡江見町・粟井村・福山村・吉野村と合併して作東町となる。

## 地名の読み方
- 白水（しらみず）
- 角南（すなみ）
- 竹田（たけだ）
- 土居（どい）
- 蓮花寺（れんげじ）

## 現在の様子

### 郵便番号
- 709-4243 美作市蓮花寺
- 709-4244 美作市土居
- 709-4245 美作市竹田
- 709-4251 美作市白水
- 709-4252 美作市角南

709-424Xの残りの番号については江見町を、709-425Xの残りの番号については福山村を参照。

### 教育

#### 小学校
- 美作市立土居小学校

### 交通

#### 鉄道
- JR姫新線 ： 美作土居駅

#### 道路

##### 高速道路
旧村内を走る高速道路なし

##### 国道
- 国道179号

##### 県道
- 主要地方道
  - 岡山県道46号和気笹目作東線

- 一般県道

旧町内を走る一般県道なし

### 河川・山岳

#### 河川
- 山家川
- 白水川

### 寺院・神社

#### 寺院
- 蓮花寺

#### 神社
- 土居神社
- 白水神社